# おんなじキモチ
「おんなじキモチ」は、東京女子流の2枚目のシングル。2010年5月19日にavex traxから発売された。デビュー2作連続リリースの2枚目。

## 内容
Type-A（CD+DVD）、Type-B（CD）、Type-C（CD+DVD・mu-mo限定生産）の3種発売。2010年度NHK教育アニメ『はなかっぱ』エンディングテーマだった。2011年4月27日に発売されたコンピレーション・アルバム『moe-son 〜やっぱ萌えるのはアイドルでしょ!〜』（ユニバーサルミュージック）に収録されている。

## 収録曲

### Type-A
1. おんなじキモチ（=TGS02）
作詞：黒須チヒロ、作曲：藤末樹、編曲：松井寛
2. おんなじキモチ -Instrumental-

DVD
1. おんなじキモチ（Video Clip）
ミュージック・ビデオ監督：竹久正記[1]
2. Making Movie（初回限定特典）

特典（初回限定盤）
1. ジャケットサイズカード（全6種からランダムで1種）

### Type-B
1. おんなじキモチ
2. おんなじキモチ -Royal Mirrorball Mix-
3. おんなじキモチ -Instrumental-

特典（初回限定盤）
- 8Pブックレット

### Type-C（mu-mo限定生産）
1. おんなじキモチ
2. おんなじキモチ -Instrumental-

DVD
1. おんなじキモチSpecialムービー

特典（初回限定盤）
- ジャケットサイズカード（全6種からランダムで1種）